# Ligament talo-fibulaire postérieur
Le ligament talo-fibulaire postérieur (ou ligament péronéo-astragalien postérieur) est un ligament de l'articulation talo-crurale formant le faisceau postérieur du ligament collatéral latéral de l'articulation talo-crurale.

## Description
Le ligament talo-fibulaire postérieur s’insère dans la fosse de la malléole latérale de la fibula. Il s'étend presque horizontalement vers le tubercule latéral du processus postérieur du talus immédiatement latéralement à la rainure du tendon du muscle long fléchisseur de l'hallux.